# Hydrus
Hydrus (sigla: Hyi), a Hidra Macho, é uma constelação do hemisfério celestial sul. O genitivo, usado para formar nomes de estrelas, é Hydri.
Não se deve confundí-la com a outra constelação, muito maior, da Hydra, que representa uma hidra fêmea.
As constelações vizinhas, segundo as delineações contemporâneas, são o Peixe Dourado, a Rede, o Relógio, o Erídano, o Tucano, o Oitante e a Meseta.